# Margot Glebocki
Margot Gast-Glebocki (Röllinghausen, 20 april 1922 – Valkenburg aan de Geul, 4 oktober 2015) was een Nederlands beeldhouwer.

## Leven en werk
Margot Glebocki werd geboren in Duitsland als een dochter van Kasimir Glebocki en Maria Jedrzejczak. Ze groeide op in Heerlen, waar het gezin naar toe verhuisde. Haar zus Mia trouwde met de schilder Alphons Winters. Margot werd opgeleid in de beeldhouwklas van Oscar Jespers aan de nog jonge Jan van Eyck Academie. Ze behoorde in 1952 met haar klasgenoten Gilles Franssen, Rob Stultiens en Frans Timmermans tot de eerste lichting die het einddiploma haalde. In april 1953 had ze, als eerste van de afgestudeerden van de academie, een zelfstandige expositie in de Bonnefanten in Maastricht. 
Glebocki maakte figuratief, vaak christelijk-religieus werk. Ze maakte in 1953 een beeld van Onze-Lieve-Vrouw van Banneux voor de nieuwe kapel naast de Sint-Matthiaskerk in Maastricht. De kapel werd gebouwd omdat het twintig jaar geleden was dat Maria, als Maagd der Armen, in Banneux zou zijn verschenen. De kerkelijke autoriteiten verboden echter de plaatsing van het beeld. De katholieke kerk had moeite met nieuwe religieuze kunst die afweek van de traditie, zoals eerder bleek uit de afwijzingen van de kruiswegstaties van Aad de Haas voor Wahlwiller en een kerstgroep van Frans Timmermans. In de kapel werd daarop een beeld van Sjef Eijmael geplaatst. De beeldhouwster kreeg een jaar later de opdracht het beeld alsnog, maar dan levensgroot, uit te voeren als Fatima-monument voor Lanaken. 
Eind 1954 kreeg Glebocki samen met beeldhouwer Frans Gast (1927-1986) de opdracht een reliëf te maken voor de entree van de nieuwe Heilige Drievuldigheidskerk in Heerlen. Het werd een voorstelling in drie delen van de lerende Christus, omringd door de vier evangelistensymbolen, en aan weerszijden zijn apostelen. Het reliëf werd geplaatst boven het voorportaal van de kerk. Frans was destijds nog student bij Jespers. Na zijn afstuderen trouwde het stel op 4 oktober 1955, de naamdag van Sint Franciscus, in de Sint-Franciscusbasiliek in Assisi. Zij kregen twee kinderen en woonden in Maastricht. 
Margot en Frans Gast exposeerden een aantal keren samen met andere Limburgse kunstenaarsechtparen: met Teun Roosenburg en Jopie Roosenburg-Goudriaan en Rob Stultiens en Marijke Thunnissen toonden ze portretten die ze op doek en in plastiek van elkaar hadden gemaakt in de tentoonstelling Vis á vis, in de Kunstzalen Dejong-Bergers in Maastricht (1958), een jaar later exposeerden ze op uitnodiging van de Kunstkring Venlo met dezelfde twee echtparen in Mariaweide in Venlo (1959). Opnieuw een jaar later namen ze deel aan de tentoonstelling Twaalf kunstenaars-echtparen in Limburg in Kasteel Hoensbroek, de andere echtparen waren Charles Eyck en Karin Eyck-Meyer, Gilles Franssen en Miets Franssen-Vrijens, Lou Jonas en Liesje Jonas-Peters, Piet Killaars en Hélène Killaars-van der Lubbe, Nic. Tummers en Vera van Hasselt, Wil Leenders en Annemarie Leenders-Kusters, Joep Nicolas en Suzanne Nijs, Teun en Jopie Roosenburg, Arthur Spronken en Varpu Tikanoja, Rob en Marijke Stultiens-Thunnissen en Mathieu Vroemen en Riet Jager. Veertien van hen waren alumni van de Van Eyck Academie.

## Enkele werken
- 1953 Onze-Lieve-Vrouw van Banneux voor Maastricht.
- 1954 reliëf van Christus en de apostelen voor de Heilige Drievuldigheidskerk, Schaesbergerveld, Heerlen. Met Frans Gast.
- voor 1959 Heilig Hartbeeld voor Gennep.[7]
- voor 1959 reliëf voor de Koninklijke Militaire Academie in Breda.[7]

- RKD-Nederlands Instituut voor Kunstgeschiedenis: 30380